# Cairo Montenotte
Cairo Montenotte é uma comuna italiana da região da Ligúria, província de Savona, com cerca de 13.407 habitantes. Estende-se por uma área de 99 km², tendo uma densidade populacional de 135 hab/km². Faz fronteira com Albisola Superiore, Altare, Carcare, Cengio, Cosseria, Dego, Giusvalla, Gottasecca (CN), Pontinvrea, Saliceto (CN), Savona.

## Demografia
| Variação demográfica do município entre 1861 e 2011                               |
|                                                                                   |
| Fonte: Istituto Nazionale di Statistica (ISTAT) - Elaboração gráfica da Wikipedia |